# メントーズ
メントーズ ～世界の偉人たちからのメッセージ～（英題:Mentors）は、1998年から2002年にかけてファミリーチャンネルで放送されたカナダのテレビドラマ。各シーズン全13話、4シーズン全52話で構成される。
日本では2005年4月7日から2007年8月7日にかけてNHK教育テレビの海外少年少女ドラマ枠で放送された。

## 概要
コンピュータの天才で優等生の「オリバー・ケイツ」が発明した過去から偉人たち（メントーズ）を呼び出せるタイムマシン「ビジクロン」を使い呼び出した過去の偉人たちとのふれあいを通して成長していく少年たちの姿を描く。青少年向けではあるが、偉人たちの業績を楽しく学べ、大人が見ても十分楽しめる。
舞台はカナダのエドモントンである。タイトルのmentorは、英語で「指導者、先師、先生」といった意味。学校の先生というよりは、弟子に対して師匠といったニュアンスが強い。番組の中では、軍人、科学者、発明家、小説家、冒険家などが子ども達の指導者役を務めることになる。

## キャスト

### シーズン1
- チャド・クロウチャク（オリバー・ケイツ役 吹 - 伊藤隆大[2]）
- サラ・リンド（ディー・サンプソン役 吹 - 前田亜季[2]）
- ???（ビジクロン役 吹 - 佐久田修）

### シーズン2
- スティービー・ミッチェル（サイモン・ケイツ役 吹 - 池田恭祐[3]）
- サマンサ・クルツフェルト（クリスタル・ケイツ役 吹 - 森理恵[3]）
- ブライアン・マーテル（ノーム・ケイツ役 吹 - 横島亘[3]）
- ジェーン・サワビー（ペギー・ケイツ役 吹 - 葛城七穂[3]）

### 登場する偉人たち
※登場順。（）内は演じた俳優／声優。
- アルベルト・アインシュタイン（エリオット・グールド／山野史人）
- アレクサンダー・グラハム・ベル（レン・キャリオー／大木民夫）
- ジャンヌ・ダルク（リサ・ジャクブ／山田里奈）
- ルイス・キャロル（トム・キャヴァナー／宮本充）
- ナポレオン・ボナパルト（ソウル・ルビネック／辻萬長）
- オスカー・ワイルド（サイモン・マッコーキンデール／土師孝也）
- ルートヴィヒ・ヴァン・ベートーヴェン（ヘンリー・ツェニー／江原正士）
- フレデリック・バンティング（マット・フリューワー／金尾哲夫）
- 聖ニコラス（ブライアン・ジョージ／富田耕生）
- エドガー・アラン・ポー（マイケル・サラザン／野沢那智）
- ハリエット・タブマン（サンドラ・コルドウェル／秋元千賀子）
- クレオパトラ（エリー・ハーヴィー／一城みゆ希）
- ダニエル・ブーン（ロディ・パイパー／立木文彦）
- アーサー・コナン・ドイル（ウィリアム・B・デイヴィス／家弓家正）
- エリザベス1世（マーゴット・キダー／谷育子）
- サカガウィア（ミシェル・セント・ジョン／高乃麗）
- アンネ・フランク（ジェシカ・ゴールドアップル／かないみか）
- ジェームズ・ネイスミス（ジョー・フラハティ／矢田耕司）
- ジャコモ・カサノヴァ（トニー・ロサト／近石真介）
- モーゼ（ヤン・ルーベス／北村弘一）
- ブラック・バート（キャメロン・ダッド／山路和弘）
- ジャック・ロンドン（チャド・ウィレット／堀内賢雄）
- ノストラダムス（キム・コーツ／清川元夢）
- グレゴール・メンデル（デレク・マクグラス／青野武）
- ウィリアム・ランドルフ・ハースト（マイケル・モリアーティ／川久保潔）
- アナイス・ニン（アルシネ・カンジアン／唐沢潤）
- マック・セネット（マーク・マッキニー／原康義）
- ウィリアム・シェイクスピア（スティーフン・ウィメット／有川博）
- エミリー・カー（ニコラ・カヴェンディッシュ／小宮和枝）
- ヴラド・ツェペシュ（ニック・マンキューソ／阪脩）
- アニー・オークリー（ミーガン・フォローズ／小山茉美）
- 孔子（ヘンリー・チャン／木村靖司）
- アラン・ピンカートン（ナイジェル・ベネット／内海賢二）
- フィニアス・テイラー・バーナム（ヒース・ランバーツ／佐々木梅治）
- メアリー・シェリー（エミリー・パーキンス／佐古真弓）
- アン・サリヴァン（キャサリン・イザベル／魏涼子）
- ヘレン・ケラー（エミリー・ナッシュ／-）
- ブッチ・キャシディ（ジョン・パイパー=ファーガソン／安原義人）
- ツタンカーメン（ヤニ・ゲルマン／浪川大輔）
- アーサー王（ダニエル・ギリーズ／小山力也）
- マタ・ハリ（ジョアンヌ・ケリー／田中敦子）
- ハリー・フーディーニ（アラン・ヴァン・ストラング／小杉十郎太）

### その他
- 日野聡[4]
- 川野剛稔[5]
- 寺杣昌紀[2]
- 野沢由香里[2]
- 宮寺智子[2]
- 重松収[2]

## 各話リスト

### シーズン1
1. 天才アインシュタイン　The Genius
2. 電話の父 ベル　Smart Aleck
3. 聖女ジャンヌ・ダルク　Raising the Siege
4. 不思議の国のルイス・キャロル　Lewis in Wonderland
5. 皇帝ナポレオン　"Little Emperor
6. 自由人オスカー・ワイルド　Wilde Card
7. 交響曲第９番ベートーベン　A Ninth of Beethoven
8. 名声に悩むバンティング博士　A Transient, Shining Trouble
9. クリスマスの聖ニコラス　The Presence of St. Nick
10. 恐怖の大作家ポー　The Raven
11. ハリエットの道　Harriet's Path
12. クレオパトラ恋の助言　The Crush
13. 開拓者ダニエル・ブーン　The Rescue

### シーズン2
1. コナン・ドイルの名推理　The Truth is in Here
2. 女王 エリザベス１世　Her Grace Under Pressure
3. アンネ・フランクの日記　Dear Diary
4. 大自然のガイド サカガウィア　The Glory Trail
5. ふたりの自分　Right Place, Right Time
6. バスケットボールの原点　Nothing But Net
7. 父の日　Father's Day
8. カサノバ 恋愛読本　The Book of Love
9. モーゼの約束の地　Stranger in a Strange Land
10. 大海賊 ブラック・バート　The Fire Ship
11. ゴールドラッシュの時代へ　Klondike Daze
12. ノストラダムスの予言と希望　Seer and Now
13. 未来への旅立ち　Future Tense

### シーズン3
1. ふたりのオリバー　The Good, The Bad and the Ollie
2. メンデル 遺伝の法則　The Odd Pod
3. 宇宙犬ライカ　Man's Best Friend
4. 新聞王ハースト　Citizen Cates
5. アナイス・ニン 恋愛経験　Experience
6. 喜劇の父 マック・セネット　Silent Movie
7. シェークスピア 戯曲の巨人　Such Stuff As Dreams Are Made Of
8. エミリー・カーの美術レッスン　Work in Progress
9. ドラキュラ伯爵の復しゅう　Nothing to Fear
10. 射撃の名手 アニー・オークリー　Anything You Can Do
11. 祖父の過去　Remembrance Day
12. 孔子曰(いわ)く　The Tao of Hockey
13. ペギーのホームシック　Homesick

### シーズン4
1. タイムトラベルへの扉　Enter the Monolith
2. 名探偵 アラン・ピンカートン　The Private Eyes
3. バーナムのペテン指南　Humbug
4. 入れ代わったふたり　The Other Half
5. ホラー作家 メアリー・シェリー　Transition
6. ヘレン・ケラーの先生 アン・サリバン　Breakthrough
7. 未来からの友　Future Forward
8. 紳士強盗 ブッチ・キャシディ　Dusty Trails
9. ツタンカーメンの呪い　Cursed
10. 伝説の王 アーサー　Once and Future King
11. 女スパイ マタ・ハリ　Secrets and Lies
12. 母との対面　A Matter of Time (1)
13. 奇術師 フーディーニ　A Matter of Time (2)

## オマージュ
映画やテレビドラマへのオマージュとみられる回がいくつもある。
1st season No.4(NHK版 第 4話)（ルイス・キャロルの回）は、『不思議の国のアリス』へのオマージュ。
2nd season No.1(第14話)（アーサー・コナン・ドイルの回）は、『Xファイル』へのオマージュとして、同役をウィリアム・B・デイヴィスが演じている。また、地名と時間を示す字幕の出方やエピソードの原題が『The Truth is in Here（真実はここにある）』であることや真相を主人公達の気付かない形でラストを見せる演出などからもそれがうかがえる。日本語版では、ヘビースモーカー（劇中起こる怪事件の犯人）をビデオ版『Xファイル』でスモーキング・マンを吹替えた小島敏彦が演じている。
3rd season No.4(NHK版 第30話)（ウィリアム・ランドルフ・ハーストの回）は、オーソン・ウェルズの『市民ケーン』へのオマージュとして、「バラのつぼみ」がラストシーンに来ている。
4th season No.11(NHK版 第50話)（マタ・ハリの登場回では、『スパイ大作戦』へのオマージュとして、スパイグッズの紹介が行われていた。